# Wasserstraße (Wismar)

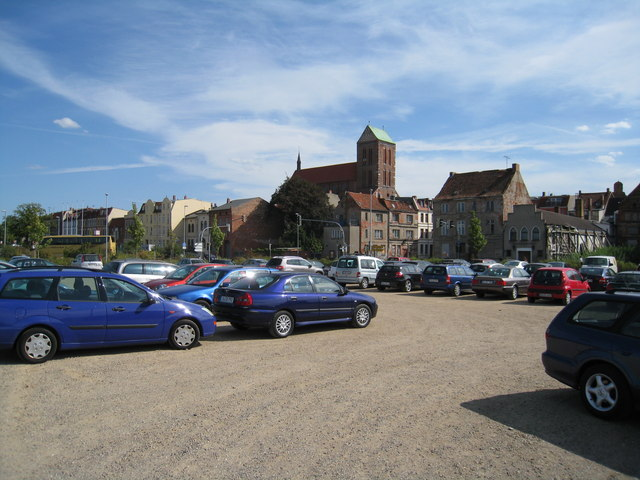
Bild vom Parkplatz aus: Fischerstraße Ecke Wasserstraße und dahinter die Nikolaikirche

Die historische Wasserstraße liegt in Wismar in der Altstadt die mit dem Alten Hafen unter dem besonderen Schutz der UNESCO stehen, nachdem Wismar 2002 in die Welterbeliste aufgenommen wurde.
Sie führt in Ostrichtung beim Alten Hafen von der Straße Am Hafen / Kopenhagener Straße / Fischerstraße  zur Straße Am Poeler Tor / Poeler Straße zur Mühlenstraße und Bauhofstraße.

## Nebenstraßen

Wismar zur Zeit der Hanse

Die Nebenstraßen und Anschlussstraßen wurden benannt als Straße Am Hafen nach ihrer Lage, Kopenhagener Straße nach der dänischen Hauptstadt, Fischerstraße 1428 erwähnt nach dem Amtshaus der Fischer, Am Poeler Tor nach dem 1870 abgerissenen Stadttor in der Stadtmauer, Poeler Straße nach der benachbarten Insel Poel und Bahnhofstraße seit 1881 nach dem Bahnhof Wismar.

## Geschichte

### Name
Die Wasserstraße wurde nach 1870 als neue Straße im Bereich der früheren Stadtmauer angelegt und nach ihrer Lage benannt.

### Entwicklung

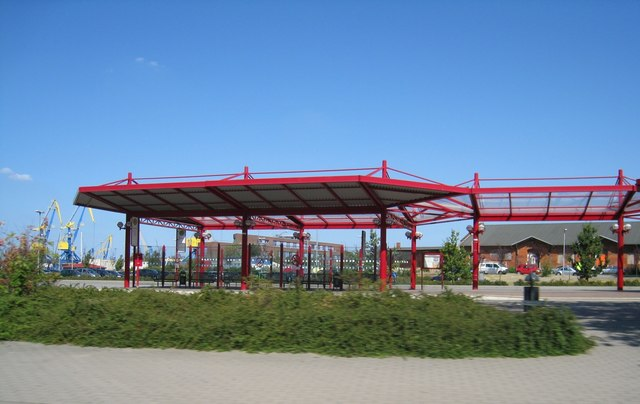
ZOB Wismar

Wismar wurde im Mittelalter ein wichtiges Mitglied der Hanse.
Ab 1869 wurden Mauern, Türme und Tore der noch bestehenden Stadtmauer abgerissen, um die Stadtentwicklung auch zum Hafen zu verbessern. Nach dem Abbruch des Poeler Tors (1870) und dem Einebnen der Wälle und Gräben entstand eine neue Straße.
Die Straße entwickelte sich als Teil des äußeren Straßenringes um die Altstadt mit den weiteren Straßen Bahnhofstraße, Bauhofstraße, Dr.-Leber-Straße, Dahlmannstraße, Ulmenstraße und Am Hafen.

## Gebäude, Anlagen (Auswahl)
An der Straße stehen zumeist zwei- bis dreigeschossige Häuser. Die mit (D) gekennzeichneten Häuser stehen unter Denkmalschutz. Aufstellung von Süden nach Nordosten:
- Nr. 1/1a, Ecke Alter Hafen: 2-gesch. Zollhaus vom Ende des 19. Jahrhunderts (D) mit Restaurant und Ferienwohnungen
- Nr. 4 bis 22: 2- und 3-gesch. uneinheitliche Wohn- und Geschäftshäuser von nach 1870 mit u. a. Büros und Praxen
- Wismar ZOB als Zentraler Omnibusbahnhof von 2002 mit markanter Dachkonstruktion, 11 Haltestellen für etwa 10 Linien im VBB Verkehrsverbund Berlin Brandenburg für Regional- und Stadtverkehr
- Am Poeler Tor Nr. 2, Ecke Wasserstraße: 2-gesch. Wohn- und Geschäftshaus von nach 1870
- Am Poeler Tor Nr. 5: 3-gesch. ehem. Speicher von nach 1870 (D) mit 4-gesch. markanter Eckausbildung als Zwerchgiebel, einigen erhaltenen mundgeblasenen Fensterscheiben, einer alten Sackrutsche und inneren sichtbaren hölzernen Tragwerkkonstruktionen; bis Anfang der 1990er Jahre als Speicher genutzt, nach Leerstand 2009/10 saniert und umgebaut als Fertigungsstätte von Gassensoren[3][4]
- Nebengebäude vom Bahnhof Wismar (D)